# Bobby Campbell (labdarúgó, 1922–2009)
Robert "Bobby" Campbell (Glasgow, 1922. június 28. – Bristol, 2009. május 4.) skót válogatott labdarúgó, az angol Chelsea FC jelentős játékosa.
Campbell a skót Falkirk-nél kezdte pályafutását 1946-ban, ahol egy évig játszott. Ezután került Angliába a Chelsea-hez, ahol egészen 1954-ig játszott, majd négy évet töltött a Reading-nél. Játszott még a Queens Park Rangers-ben is "vendégként" a második világháború alatt. Öt mérkőzésen lépett pályára a skót válogatottban 1947 és 1950 között. Egyetlen gólját a válogatottban 1950 áprilisában szerezte Svájc ellen.
Visszavonulása után Campbell edzőként kezdett dolgozni. Először a Readingnél edzősködött, majd vezetőedzői állást kapott a skót Dumbarton-nál 1961-ben. A Boghead Parkot egy év múlva hagyta el, és az elkövetkező 15 évben játékosmegfigyelőként dolgozott a Bristol Rovers-nél. 1977 novemberében vette át a csapatnál a vezetőedzői posztot, majd 1980 szeptemberében távozott. Utolsó edzői munkáját a Gloucester City-nél kapta.
2009. május 4-én, rövid betegség után hunyt el.

## Külső hivatkozások
- Robert Campbell profilja a scottishfa.co.uk-n
- Profilja a Londonhearts.com-on
- Profilja a Scotsman.com-on